# 6738 Танабе
6738 Танабе (6738 Tanabe) — астероїд головного поясу, відкритий 20 березня 1993 року.
Тіссеранів параметр щодо Юпітера — 3,549.
Названо на честь Танабе (яп. たなべ(田鍋) танабе).